# Zonosaurus subunicolor
Zonosaurus subunicolor là một loài thằn lằn trong họ Gerrhosauridae. Loài này được Boettger mô tả khoa học đầu tiên năm 1881.